# Molino glaciar

Diagrama de los molinos glaciares con la circulación del agua en los glaciares.

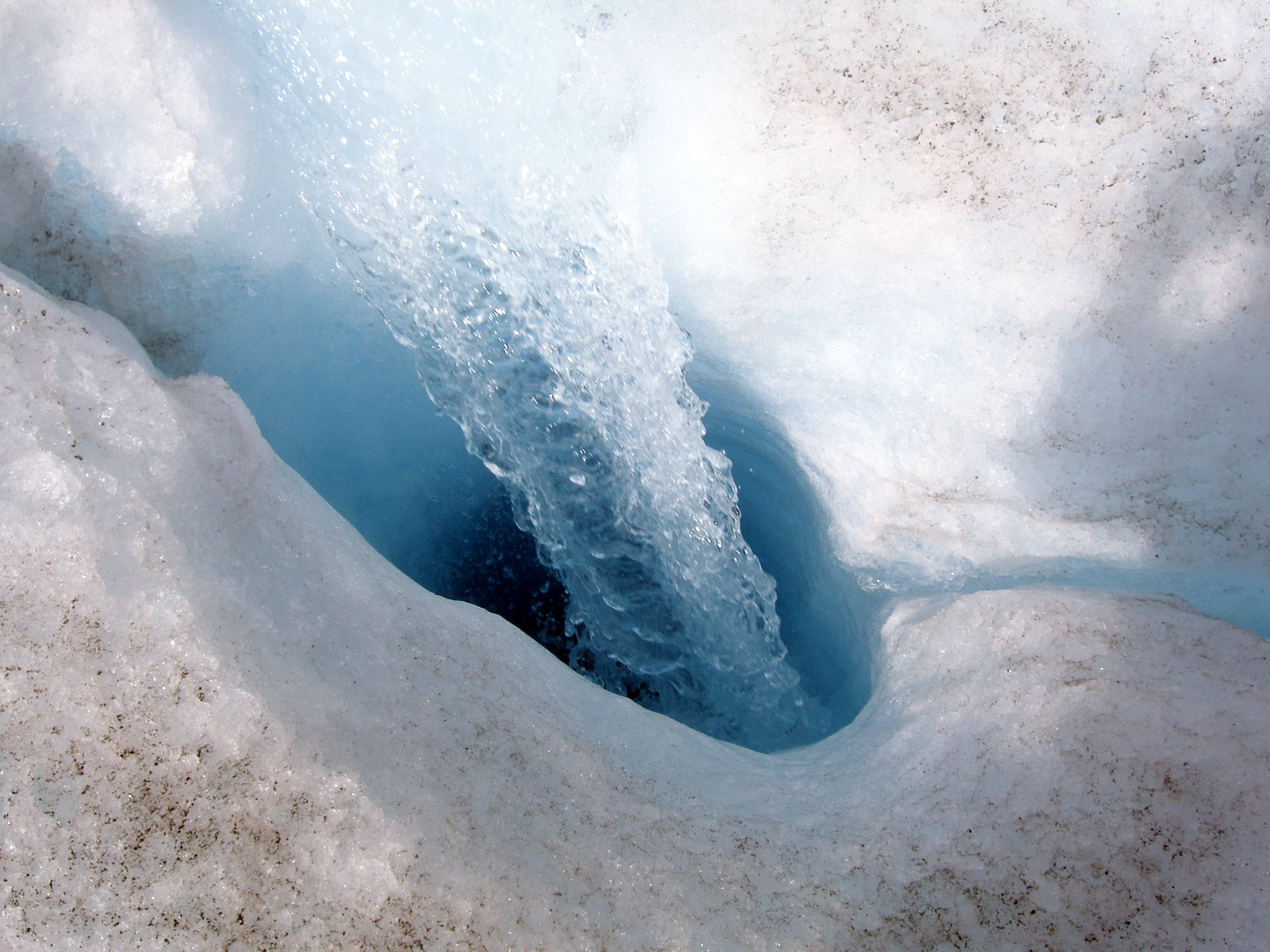
Molino glaciar en el glaciar de Athabasca (Alberta, Canadá).

Se denomina molino glaciar a una cascada producida en una especie de sumidero en la superficie de un glaciar y que se forma en una grieta o pozo en el hielo con las aguas fundidas en la superficie por la acción de los rayos solares. La caída del agua, a su vez, da origen a una depresión circular en el suelo del fondo, la cual va haciéndose más redonda y profunda al ponerse a girar en ella las rocas arrancadas del mismo. El agua, como puede verse en el diagrama, se escurre por el fondo como si fuera dentro de un tubo. A su vez, estos ríos subterráneos dan origen, con el retroceso de los glaciares, a eskers y marmitas de gigante.
En una imagen de satélite de la costa noroeste de Groenlandia puede verse el extenso glaciar de Humboldt en el punto donde llega al canal entre las islas de Groenlandia y Ellesmere y se fragmenta, dando origen a una gran cantidad de icebergs. Los pequeños lagos y ríos que se forman en la superficie del glaciar (debido al calentamiento producido por los rayos solares) que pueden verse en el centro de la imagen terminan abriéndose paso en el hielo a través de los sumideros que se denominan molinos glaciares (Fuente:).